# Yūichi Nakamura (actor nacido en 1987)
Yūichi Nakamura (中村 優一 Nakamura Yūichi?) (8 de octubre de 1987) es un actor japonés, más conocido por sus papeles de Kyōsuke Kiriya en Kamen Rider Hibiki (2005), Otoya Hanazono en Princess Princess D, y Yuto Sakurai/Kamen Rider Zeronos en Kamen Rider Den-O (2007).
Nakamura estaba afiliado con el grupo de actores D-Boys producido por Watanabe Entertainment.
En 2012 anunció que abandonaría temporalmente la vida pública. Regresó en 2014 tras fichar con una nueva agencia, G-Star.Pro.

## Carrera
Nakamura debutó en 2003, cuando se unió a la agencia de talentos Johnny & Associates en la división Johnny's Jr. Sin embargo, en esta época, se dio cuenta de que le interesaba más seguir una carrera en la interpretación que en la música, a pesar de que fue su pasión por la danza la que le motivó a unirse a esa agencia. Cuando el grupo de producciones de acción D-Boys, de Watanabe Entertainment, anunció su primera audición pública para buscar nuevos talentos en 2004, Nakamura abandonó Johnny & Associates para intentar entrar en el nuevo grupo, que se acercaba más a la carrera que el quería desempeñar.
El 27 de julio de 2004, Nakamura participó en la audición abierta de D-Boys y se proclamó el vencedor. Se unió al grupo poco después, junto con el segundo clasificado, Shunji Igarashi, y el tercer clasificado, Katsuki Nakamura, y sería uno de los miembros que más tiempo permanecería en el grupo.
En marzo de 2010, Nakamura se convirtió en parte de una nueva subdivisión de D-Boys llamada D-Date, junto a Shunji Igarashi, Kōji Seto, Hirofumi Araki y Arata Horī, pero tuvo que marcharse por problemas de salud y para seguir tratamiento médico. A pesar de recuperarse, el 25 de septiembre de 2012 abandonó la agencia y se retiró de los medios. Anunció su vuelta casi dos años después, el 31 de agosto de 2014.

## Filmografía

### Televisión
| Título                    | Papel                            | Año  | Emisora                   |
| ------------------------- | -------------------------------- | ---- | ------------------------- |
| Gokusen 2                 | Yūichi Kawada                    | 2005 | Nippon Television         |
| Daisuki! Itsugo Go!!      |                                  | 2005 | Tokyo Broadcasting System |
| Kamen Rider Hibiki        | Kyosuke Kiriya                   | 2005 | TV Asahi                  |
| Kitana(i) Hero            | Hiroshi Onodera                  | 2006 | Nippon Television         |
| Princess Princess D       | Otoya Hanazono                   | 2006 | TV Asahi                  |
| DD-Boys                   | Él mismo                         | 2006 | TV Asahi                  |
| Kazoku Zenzai             | Kou Kamizawa                     | 2006 | Tokyo Broadcasting System |
| Puzzle                    | Masanori Ootaka                  | 2007 | TV Asahi                  |
| Shinigami no Ballad       | Makoto Hayama                    | 2007 | TV Tokyo                  |
| Delicious Gakuin          | Ryouji Nangou                    | 2007 | TV Tokyo                  |
| Kamen Rider Den-O         | Yūto Sakurai/Kamen Rider Zeronos | 2007 | TV Asahi                  |
| Taiyō to Umi no Kyōshitsu | Masayuki Misaki                  | 2008 | Fuji Television           |
| Twin Spica                | Shū Suzuki                       | 2009 | NHK                       |
| Inazuma Eleven            | Mark Kluger                      | 2009 | TV Tokyo                  |
| Last Mail 2               | Kazuki Yamada                    | 2009 | BS Asahi                  |
| The Negotiator            | Tomoyuki Miura                   | 2009 | TV Asahi                  |
| Sunao ni Narenakute       | Shu Mizuno                       | 2010 | Fuji Television           |
| Jotei Kaoruko             | Junpei Kojima                    | 2010 | TV Asahi                  |
| Moyashimon                | Tadayasu Souemon Sawaki          | 2010 | Fuji Television           |

### Películas
| Película                                                               | Papel                            | Año  |
| ---------------------------------------------------------------------- | -------------------------------- | ---- |
| Kamen Rider Den-O: I'm Born!                                           | Yūto Sakurai/Kamen Rider Zeronos | 2007 |
| Kamen Rider Den-O & Kiva: Climax Deka                                  | Yūto Sakurai/Kamen Rider Zeronos | 2008 |
| Saraba Kamen Rider Den-O: Final Countdown                              | Yūto Sakurai/Kamen Rider Zeronos | 2008 |
| Dōkyūsei                                                               | Jun Shibahara                    | 2008 |
| Taiikukan Baby                                                         | Jun Shibahara                    | 2008 |
| Shakariki!                                                             | Daisuke Hatomura (Poppo)         | 2008 |
| Bokura no Houteishiki                                                  | Shinpei Shimokura                | 2008 |
| Kaze Ga Tsuyoku Fuiteiru                                               | Akane Kashiwazaki                | 2009 |
| Cho Kamen Rider Den-O & Decade Neo Generations: The Onigashima Warship | Yūto Sakurai/Kamen Rider Zeronos | 2009 |
| Wangan Midnight                                                        | Akio Asakura                     | 2009 |
| Kamen Rider × Kamen Rider × Kamen Rider The Movie: Cho-Den-O Trilogy   | Yūto Sakurai/Kamen Rider Zeronos | 2010 |
| Super Hero Taisen GP: Kamen Rider 3                                    | Yūto Sakurai/Kamen Rider Zeronos | 2015 |

## Otros medios

### Radio
- Sunday Talking D-Theater feat. Yuichi Nakamura -I'll always be beside you- (2009)
- D-Boys Be Ambitious (2010)

### Teatro
- Please Me (2005)
- Limit - Anata no monogatari wa nan desu ka? (2005)
- Sophistry (2006)
- Out of Order (2007)
- D-Boys Stage Vol.1:  Kanbai Onrei (2007)
- Adult na Onnatachi (2007)
- Aru Hi, Bokura wa Yume no Naka de Deau (2007)
- D-Boys Stage Vol.2: Last Game (2008)
- D-Boys Stage Vol.3: ~Karasu~ 10 (2009)
- D-Boys Stage 2010: Trial-2: Last Game (2010)

### Seiyū
- Kemono no Gotoku Hisoyaka Ni: Kotodama Tsukai drama CD (2007)
- Kamen Rider Battle: Ganbaride video game (2008)
- Bihada Ichizoku anime (2008)

### Publicidad
- Kentucky Fried Chicken: Arigato no Uta (2007)
- Sapporo Beverage: Gerolsteiner (2008)

## Merchandising
Nakamura participa en los siguientes trabajos:

### CD
- Princess Princess D: Character Song Series Vol.2: Shiawase no Yokan - Yuichi Nakamura, Kento Shibuya & Kazuma
- Kamen Rider Den-O: Action-Zero - Yuichi Nakamura & Hōchū Ōtsuka
- Doukyuusei/Taiikukan Baby: Doukyusei,Taiikukan Baby - Yuichi Nakamura
- Bokura no Houteishiki: Futari dake no Happy Birthday -with Bokushiki Member-  - Honey L Days with Bokushiki Member
- Kamen Rider Den-O: Action-Zero 2010 - Yuichi Nakamura & Hōchū Ōtsuka

### DVD
- Princess Princess D: Character Image DVD vol.2 (2006/10)
- Kamen Rider Den-O: I'm Born! making DVD -from the den-liner's window- (2007/07)
- Kamen Rider Den-O: Special Talk Show -close in, all imagin! it's climax!- (2007/11)
- Kamen Rider Den-O: Final Stage and Cast Talk Show (2008/04)
- Boku no Hoteishiki: Actor Nakamura Yuichi (2008/10)
- Kamen Rider Den-O & Kiva: Climax Deka: Collector's pack plus Den-Kiva festival (2008/11)
- D-Boys Boy Friend series vol.2: Yuichi Nakamura Self-Discovery (2009/08)
- Making Of Wangan Midnight The Movie ~Asakura Akio in Akuma no Z~ (2009/08)
- D-Boys Boy Friend series vol.7: 7 HEROES (2010/02)
- Kamen Rider × Kamen Rider × Kamen Rider The Movie: Cho-Den-O Trilogy: Imagin super climax tour 2010 (2010/09)

### Photobooks
- D-Boys: D-Boys (2005/04, ISBN 4-924566-42-X)
- D-Boys: Start! (2006/03, ISBN 4-05-403035-1)
- Official Photo Album Princess Princess D (2006/08, ISBN 4-403-65027-9)
- Princess Princess D Making Book (2006/10, ISBN 4-403-65028-7)
- Kamen Rider Den-O Character Book vol. 01 (2007/08 ISBN 978-4-02-213800-2)
- Den-O Perspective (2008/01 ISBN 978-4-8130-6206-6)
- Kamen Rider Den-O Character Book vol. 02 (2008/03 ISBN 978-4-02-213820-0)
- Yuichi (2008/03 ISBN 978-4-05-403727-4) - solo photobook
- D-Boys in the movie: Shakariki! (2008/08, ISBN 4-8470-4122-4)
- Den-O Final Invitation (2008/09 ISBN 4-7778-0596-4)
- Bokura no Houteishiki: Official Photobook (2008/09 ISBN 4-8130-8012-X)
- D-Boys: Dash! (2008/12, ISBN 4-04-895035-5)
- Den-O Neo Generation!! [+ Decade] (2009/06 ISBN 978-4-7778-0664-5)
- D-Boys: Darling (2010/03 ISBN 978-4-391-13869-6)
- Kamen Rider × Kamen Rider × Kamen Rider The Movie: Cho-Den-O Trilogy: Episode Red Official Guide Book (2010/05 ISBN 978-4-04-885060-5)
- Kamen Rider × Kamen Rider × Kamen Rider The Movie: Cho-Den-O Trilogy: Character Book (2010/06 ISBN 978-4-86336-091-4)
- Kamen Rider × Kamen Rider × Kamen Rider The Movie: Cho-Den-O Trilogy: Complete Book -DEN-O TRILOGIC- (2010/07 ISBN 978-4-7778-0790-1)
- Birth -Standing There- (2010/10, ISBN 978-4-04-895087-9) - solo photobook